# Natatolana helenae
Natatolana helenae är en kräftdjursart som beskrevs av Keable 2006. Natatolana helenae ingår i släktet Natatolana och familjen Cirolanidae. Inga underarter finns listade i Catalogue of Life.